# Jules Supervielle
Jules Supervielle Munyo (Montevideo, Uruguay, 16 de enero de 1884 - París, Francia, 17 de mayo de 1960) fue un poeta y escritor franco-uruguayo.

## Biografía
Entre 1880 y 1883, Louis Bernard, tío del poeta, fundó un banco en Uruguay, con su esposa Marie-Anne. Este negocio pronto se convirtió en una empresa familiar. Bernard invitó a su hermano Jules, padre del poeta, a que viajara a Uruguay y se les uniera en el negocio, algo que efectivamente hizo. Allí conoció a Marie, su cuñada, y contrajo matrimonio con ella. 
Poco después nace Supervielle, en Montevideo, hijo de padres franceses: su madre era vasca y su padre bearnés. Ese mismo año, el pequeño Jules y sus padres viajan a Francia y se afincan en Oloron-Sainte-Marie. En esa ciudad son víctimas de cólera y mueren, dejando a Jules en calidad de huérfano y a cargo de su abuela, hasta que su tío Bernard y su esposa Marie-Anne deciden adoptarlo y criarlo como a su propio hijo. Por esa razón, Supervielle regresa a Uruguay.
En 1893, con 9 años de edad, el joven Jules se entera de que es adoptado y comienza a escribir una serie de apuntes sobre fábulas en un libro de registro del banco Supervielle. Un año más tarde, sus tíos se mudan a París, donde Jules recibió toda su educación secundaria.
En 1898 conoce a Alfred de Musset, Victor Hugo, Alphonse de Lamartine, Charles Marie Rene Leconte de Lisle y Sully Prudhomme. Como resultado, comienza a componer poemas en secreto. 
En 1901, publica sus primeros poemas titulados Brumes du passé, y pasa sus vacaciones de verano en Uruguay en los siguientes tres años. Entre 1902 y 1906, continúa con sus estudios hasta licenciarse en literatura. También realiza servicio militar pero, por su delicada salud, lo abandonó al poco tiempo. 
En 1907 contrae matrimonio con Pilar Saavedra, en Montevideo. De esta unión nacerían seis hijos entre 1908 y 1929. En esa época presenta su tesis sobre "el sentimiento de la naturaleza en la poesía hispanoamericana". Algunos de sus resúmenes aparecieron en la biblioteca nacional de Estados Unidos. 
En 1912, tras muchos viajes, decide instalarse en París en el apartamento 47 de Boulevard Lannes, donde vivió veintitrés años; si bien muy a menudo cruzaba el océano Atlántico para visitar Uruguay, su segundo hogar. De 1914 a 1917 Jules desempeña numerosas actividades en el Ministerio de Defensa, por sus habilidades lingüísticas. A partir de 1917, lee en profundidad a autores como Paul Claudel, Arthur Rimbaud, Stéphane Mallarmé, Jules Laforgue (también nacido en Uruguay, y compatriota suyo) y Walt Whitman, que influyeron en su obra posterior. 
Hacia 1919, la publicación de sus poemas llamó la atención de André Gide y Paul Valéry, y entró en contacto con la Nouvelle Revue Française (NRF).
Supervielle siempre se mantuvo alejado del surrealismo, que fue preponderante durante la primera mitad del siglo XX. Ansioso por proponer una poesía más realista y humana, Supervielle rechazó lo que se conoce como Escritura automática (que los propios surrealistas también abandonarían más tarde). También negó el control del inconsciente, desaprobando un método que otros poetas franceses y europeos como Charles Baudelaire, Arthur Rimbaud y Guillaume Apollinaire habían usado como innovaciones típicas del surrealismo. 
Consciente del universo que le rodeaba, así como de los fantasmas de su propio interior, fue uno de los primeros en proponer este método de vigilancia; algo que seguirían generaciones posteriores, al distanciarse cada vez más del surrealismo de la época. Fue, en cierto modo, un precursor de un movimiento que tendría lugar entre los años 1945 y 1950, caracterizado por la presencia de poetas interesados en buscar una nueva forma de hacer lírica, tomando elementos del propio universo y sus misterios, sin prestar demasiada atención al uso correcto y prolijo del lenguaje: Yves Bonnefoy, Philippe Jaccottet, Jacques Dupin, Eugene Guillevic, Jean Grosjean, André Frénaud, André de Bouchet, Jean Follain, etc.
Entre sus muchos admiradores se encuentran Rene-Guy Cadou, Alain Bosquet, Lionel Ray, Claude Roy, Philippe Jaccottet y Jacques Réd.

## Obra
En 1922 publica su primera colección importante de poemas, titulada: Débarcadères. Un año después, inicia una larga amistad con Henri Michaux. En esta época publica su primera novela: L'homme de la pampa.
En 1925 conoce al poeta alemán Rainer Maria Rilke y publica una de las colecciones de poemas más importantes del siglo XX: Gravitations. Dos años después, en 1927, entabla una amistad con Jean Paulhan y en él basa sus obras. En 1931 escribe su primera colección de cuentos: L'enfant de la haute mer. En ese entonces, se dedica a muchas actividades y es reconocido por la crítica, tanto en Francia como en Uruguay. Su primera obra teatral, La belle au bois, también fue escrita en ese año. Además, siempre se dedicó a corregir sus propios textos y a reeditarlos en numerosas ocasiones, a menudo cambiando de género literario. En 1936 publica Bolivar un drama sobre la vida del Libertador Simón Bolívar  que sería la base del libreto de la ópera homónima del compositor Darius Milhaud. En 1938 conoce a René Étiemble, y trabajan juntos en una serie de publicaciones.

## Exilio
En 1939, el comienzo de la Segunda Guerra Mundial, la tensión internacional, las dificultades financieras y los problemas de salud (pulmonares y cardíacos), provocaron que Jules Supervielle se exiliara en Uruguay por siete años. En ese entonces es nombrado Officier de la Legion d'honneur.
En 1940 el Banco Supervielle entra en bancarrota y el poeta queda sumido en la miseria. Sin embargo, su actividad literaria es intensa en esta época y consigue que muchas de sus obras sean representadas en el teatro, en manos de grandes directores como Louis Jouvet. También se dedicó a la traducción (Guillén, Lorca, Shakespeare) y recibió numerosos galardones en su país de nacimiento, durante estos años de madurez artística. 
En 1944 lleva a cabo una serie de conferencias sobre literatura francesa contemporánea en la Universidad de la República.

## Últimos años
En 1946 Supervielle regresa a Francia, tras haber sido nombrado corresponsal cultural para la delegación de Uruguay en París. Ese año publica sus primeros cuentos mitológicos, con el título de Orphée.
Hacia 1951 publica una pieza autobiográfica (Boire à la source), así como una serie de ensayos sobre sus pensamientos en poesía: Mientras pensamos en el arte poético, continuando con sus Naissances. En este entonces sufre de arritmia y arrastra efectos colaterales de su larga enfermedad pulmonar. Aun así, en 1959 publica su última colección poética: Le Corps Tragique.
En 1960 Supervielle es elegido Prince des poètes por sus seguidores. Poco después, el 17 de mayo, muere en su apartamento parisino y es enterrado en Oloron-Sainte-Marie. En octubre, la Nouvelle Revue Française publica un nuevo fascículo en su memoria.
En 1976 muere su esposa Pilar, también nacida en Uruguay, y es enterrada junto a su marido.

## Homenaje
De 1966 a 1987 se publican una serie de ediciones de Gallimard (colección "Poésie") sobre sus principales piezas poéticas.
En 1990, la ciudad de Oloron-Sainte-Marie crea el Premio Jules-Jules-Supervielle. Entre sus ganadores se encuentran los nombres de muchos poetas contemporáneos: Alain Bosquet, Eugene Guillevic, Henri Thomas, Jean Grosjean y Lionel Ray.
En 1996 se publica una edición completa de las obras de Jules Supervielle en la Bibliothèque de La Pléiade, a cargo de Éditions Gallimard.
Desde el año  1998, el  Lycée Français de Montevideo lleva su nombre. 